# دون كير
دون كير هو منتج أسطوانات وملحن كندي، ولد في 1963.

## وصلات خارجية
- الموقع الرسمي
- دون كير على موقع IMDb (الإنجليزية)
- دون كير على موقع ميوزك برينز (الإنجليزية)
- دون كير على موقع أول ميوزيك (الإنجليزية)
- دون كير على موقع ديسكوغز (الإنجليزية)